# Miloje Orlović
Miloje "Mića" Orlović (Valjevo, 28. svibnja 1934. – Beograd, 13. veljače 2013.) bio je srbijanski televizijski voditelj, novinar i urednik. Karijeru je započeo kao student na radiju Studentski grad, nastavivši je u Televiziji Beograd, gde je postao jedan od najpoznatijih voditelja. U povijesti srpske i jugoslavenske televizije ostaće upamćen kao prvi voditelj TV Dnevnika.

## Životopis
Mića Orlović je rođen 28. svibnja 1934. godine u Valjevu, u obitelji Sekule i Stane Orlović. Odrastao je u Prištini i Valjevu zajedno s mlađim bratom Draganom, koji se kasnije također bavio novinarstvom i jedno vrijeme bio urednik dnevnog lista „Politika Ekspres“. Mića je završio Valjevsku gimnaziju. Dva puta se ženio, a iz prvog braka ima jednu kćerku.

### Studij
Završio je Filološki fakultet u Beogradu. Tijekom studija je radio kao sportski novinar. Bio je standardni reprezentativac studentske košarkaške reprezentacije Jugoslavije, koju je tih godina oformio i s uspjehom vodio Ranko Žeravica.

### Novinarska karijera
Na programu Radio Beograda prvi put se oglasio 15. listopada 1957. godine kao reporter s nogometne utakmice OFK Beograd – Napredak Kruševac.
Početkom svibnja 1958. godine, Mića Orlović je, tijekom gostovanja velikana kazališne scene iz Beograda; Marije Crnobori i Ljubiše Jovanovića u Zagrebu, učestvovao je u realizaciji prvog televizijskog prikaza u okviru razmjene TV-novinara Beograda i Zagreba.
Televizija Beograd je 28. kolovoza 1958. godine emitirala prvi TV Dnevnik, informativno-političkog programa čiji je voditelj bio Mića Orlović. O tom iskustvu je jednom prigodom izjavio:
Profesionalni novinar je bio od 1956. godine, a urednik od 1967. godine.
Orlović je ostvario više od 170 reportaža, kao i 300 intervjua, preko 200 TV-reportaža, 80 radio-emisija, 1300 TV-emisija.
Vodio je više TV-kvizova, a učestvovao u realizaciji dva kviza: „Ginis“ i „Istorija srpskog naroda“.

### Filmska karijera
Kršan i markantan, važio je za jugoslavenskog Johna Waynea. Glumio je u 17 domaćih i stranih filmova.

## Nagrade i priznanja
Dobitnik je sljedećih nagrada:
- Nagrada za životno djelo Udruženja novinara Srbije
- Nagrada za životno djelo Radio-televizije Beograd
- Zlatni beočug Kulturno-prosvjetne zajednice Srbije
- Nagrada za životno djelo, INTERFER,[6] Sombor (2007.)
- Nagrada Radio Smedereva "za negovanje pravilnog govora i očuvanje lepote jezika u elektronskim medijima" „Branislav Mane Šakić“ za 2010. godinu[7]

Dobitnik je Ordena rada sa zlatnim vjencem.
U knjizi Istorija srpske kulture piše:
Dobitnik je srpske nacionalne penzije od 2008. godine zbog vrhunskog doprinosa nacionalnoj kulturi.
Od 2010. godine Udruženje novinara Vojvodine dodjeljuje novinarima, voditeljima ili spikerima nagradu „Press - vitez – Mića Orlović“. Ista nagrada koja se dodjeljuje novinarkama, voditeljicama ili spikerkama nosi ime Dušanke Kalanj.

## Vanjske poveznice
- Mića Orlović na Internet Movie Databaseu
- Junak prvog TV Dnevnika, Vesti od 19. prosinca 2010. godine, pristupljeno 28. travnja 2011.